# José Pichón
José Pichón, de nombre judío Yusaph o Yuzaf (muerto en Burgos el 21 de agosto de 1379) fue un almojarife y contador mayor (administrador de los impuestos reales) de la ciudad y el arzobispado de Sevilla, nombrado en 1369 por Enrique II de Castilla, que le elevó a puestos de gran confianza en su corte, al tiempo que se enriquecía extraordinariamente, suscitando el recelo tanto de los judíos como de los cristianos. En el momento de su muerte, ejercía la misma función para el nuevo rey, Juan I de Castilla, hijo del anterior.
Su casa en Sevilla, en la judería, era un edificio destacado, que a su muerte fue comprado por su sucesor en el cargo de Contador Mayor, el también judío Samuel Abravanel. Posteriormente en ese mismo lugar se levantó el Palacio de Altamira.
Denunciado por sus propios correligionarios judíos, José Pichón fue primero a la cárcel por orden del rey Enrique II, de la que se libró con el pago 40.000 doblones. Tras el pago de esta suma fue liberado a los veinte días y restituido a sus funciones. Tras la muerte de Enrique (29 de mayo de 1379), el nuevo rey se coronó en Burgos, a donde acudió José Pichón como muchos otros judíos prominentes, dado que también tendría lugar allí la subasta de los impuestos reales. Algunos de estos judíos, en representación de varias comunidades, se presentaron al rey en el día de la coronación, y explicándole que había entre ellos un malsín, es decir, un informante y traidor que merecía la muerte según las leyes de su religión, obtuvieron de forma indirecta un albalá (cédula real) que permitía la muerte de los malsines, sin especificar el destinatario de tal condena.
Posteriormente, la delegación tomó esta orden, y junto con otros varios líderes de la comunidad, se presentaron a Fernán Martín, verdugo del rey. Este último no dudó en cumplir el mandato real y a una hora temprana del 21 de agosto de 1379, se dirigió, junto con Don Zulema (Salomón) y Don Zag (Isaac), a la residencia de Pichón, que todavía estaba durmiendo. Tan pronto como apareció a la puerta, Fernán echó mano de él y, sin decir una palabra, lo degolló, según la costumbre establecida en el gobierno interno de la judería.
Al enterarse de la muerte de Pichón, el rey, enfurecido, mandó ejecutar públicamente a Zulema, a Zag y al rabino jefe de Burgos, que también estaba en la trama; así como también mandó cortar la mano derecha del alguacil mayor que había intervenido en ella; y retiró a la comunidad judía la potestad que hasta entonces había tenido de aplicar justicia de sangre entre sus miembros.
La hostilidad manifiesta contra la población judía en Sevilla respondía al contexto de la crisis del siglo siglo XIV, y se vio acentuada con las predicaciones del arcediano de Écija Ferrán Martínez. El escándalo subsiguiente a la denuncia y muerte de José Pichón contribuyó a aumentar las tensiones sociales que terminaron desencadenando la revuelta antijudía de 1391.